# EMedicine
eMedicine（イーメディシン）は、1996年にScott Plantz MD FAAEM、Jonathan Adler MD MS FACEP FAAEM、コンピュータエンジニアのJeffrey Berezin MSによって設立された、オンラインの臨床医学知識ベースである。基本的な概念は、臨床ケアや医師教育を支援するために、継続的に更新およびアクセスできるプロフェッショナルレベルの医療コンテンツの大規模なリポジトリを作成することである。eMedicineのウェブサイトは、約6,800の医療トピックの総説論文で構成されており、各記事は62の臨床専門分科「教科書」の一つに関連付けられている。たとえば、小児科学には14の専門分科「教科書」（小児内分泌学、遺伝学、心臓病学、呼吸器学など）に編成された1,050の記事があり、救急医学の巻には630の記事、内科学では1,400近い記事を掲載している。残りの専門教科書（神経学、整形外科学、眼科学など）を加えると、合計6,800以上の記事がeMedicineで作成された。さらに、知識ベースには25,000以上の臨床的マルチメディアファイル（写真、画像診断、オーディオファイル、ビデオファイルなど）が含まれている。このオンラインコンテンツを作成するために、11,000人以上の認定専門資格を持つ医療従事者（95%以上が医師、95%以上が米国を拠点とする）が採用され、第1世代の独自の学習管理システム（LMS）で管理された。ハードコピー形式で印刷した場合、本システムのコンテンツは100万ページを超える。
各記事は、その記事が属する専門分科の委員会が認定した専門家が執筆し、3段階の医師による査読に加えて薬学博士によるレビューを受けた。記事の著者は、現在の勤務先学術機関の肩書きが明示されている。それぞれの記事は毎年、または実際の変更に応じて頻繁（ひんぱん）に更新され、その日付は記事に掲載される。2006年1月に、eMedicine.comはWebMDに売却され、Medscape Referenceとして利用できる。

## 歴史
Dr. Plantz、Dr. Adler、Dr. Berezinは、1996年にeMedicine.comの概念を発展させ、PlantzとAdlerが共同経営者であるBoston Medical Publishing, Inc.を通じて初期サイトを展開した。1年半をかけて、多数の寄稿者が同時に共同作業できるグループ・パブリッシング・システム1 (Group Publishing System 1、GPS 1）が開発された。このシステムは、救急医学の知識ベースを作成するために最初に使用され、600人の貢献する医学博士がわずか1年強で630以上の章を作成した。1997年、eMedicine.com, Inc.はBoston Medical Publishingから合法的にスピンオフした。eMedicineは、革新的なオンラインヘルスケア出版会社として牽引力が高まり、1999年にはTenet Healthcareからエンジェルレベルの投資を引き受け、2000年には大幅なVC投資（Omnicom Group、HIG Capital）を引き受けた。すべての出資会社は、eMedicineの取締役会に就任した。
何人かの主要な個人が会社に初期投資を行った。これらの共同創設者には、内科学ボリュームの採用と実行を担当したRichard Lavely, MD JDや、長年にわたり編集業務を行って取締役に就任したJulie Bohlen MBAが含まれている。その後、Bohlenは他の創設者とともに、600以上の記事が掲載されている消費者向け健康情報サイトeMedicine Healthを開発する上で重要な役割を果たした。1997年には、eMedicineの範囲を、事実上すべての医学および外科学専門領域に拡大することが決定され、最終的には前述のeMedicine Healthイニシアチブにまで拡大された。この大規模な拡大に伴い、共同創設者であるNicholas Lorenzo MD MHCM CPE DABPNとAnne Bueltel Lorenzo BSが出資し、会社に加わった。Ms. Bueltel Lorenzoは、長年にわたり制作業務を担当し、Dr. LorenzoとともにオマハeMedicineオフィスに駐在していた。Lorenzoは、最高発行責任者、取締役会メンバー、プロジェクト編集長、上級副社長を含む、複数の上級管理職を歴任し、eMedicine Neurologyの創設編集長を務めた。
目次の作成、専門医師の採用、および追加の6,100以上の医学および外科学の記事の作成に数年を費やした。業務の大部分はネブラスカ州 オマハのオフィスを拠点としていた。しかし、eMedicineは世界初の仮想企業の一つであり、ネブラスカ州 オマハ（出版および以降の本社）、フロリダ州 サンクトペテルブルク（元の本社）、ニューヨーク州 シラキュース（技術オフィス）、マサチューセッツ州 ボストンなど、全国の複数のオフィスに主要なスタッフを擁していた。eMedicineは、ウェブトラフィックと評判の増加に伴い、複数製品の販売およびマーケティング戦略を展開した。製薬スポンサーシップの販売は上席副社長のLaz Cabanas BSが担当し、ヘルスケア機関投資家向け販売は上席副社長のDennis Carson MBAが担当した。プロフェッショナルレベルのコンテンツの完成、革新的な販売およびマーケティング戦略の展開（例：Laz Cabanasの高人気のウェブスポンサー付きマイクロサイト戦略）、GPS 2として知られる第2世代LMSを開発した結果、収益は指数関数的に増加した。
2000年代初頭、Dr. PlantzとDr. Lorenzoは、医師、看護師、薬剤師の生涯教育のためにeMedicineのコンテンツを認定するため、ネブラスカ大学メディカルセンターとの提携を主導した。eMedicineはまた、検眼学の認定を取得、さらに理学療法学の生涯教育の認定も取得した。これらの生涯教育認定によって、ヘルスケア業界におけるeMedicineの認知度と信頼性が高まり、収益性も向上した。eMedicineはまた、この時期に、医療従事者、医療消費者、およびインターネット品質に関する数十の受賞を受けた。
その後の数年間で、eMedicine.comおよびeMedicineHealth.comは広くアクセスされるようになり、収益も大幅に増加した。2005年、eMedicineは買収に関する交渉を開始した。売却時の取締役会であるJonathan Adler、Jeffrey Berezin、Craig Burson、Lilian Shackelford Murray、Michael P. Tierneyは、WebMDへの会社の売却承認を満場一致で推奨した。売却は2006年1月に完了し、コンテンツはWebMDのMedscapeサイトから提供され、その後Medscape Referenceと改称された。
現在のコンテンツには、アレルギーと免疫学、循環器学、臨床手技、集中治療医学、皮膚病学、救急医学、内分泌学、消化器学、遺伝医学、血液学、感染症学、腎臓学、神経学、産婦人科学、腫瘍学、病理学、周術期医療、物理療法学およびリハビリテーション、精神医学、呼吸器学、放射線医学、リウマチ学、スポーツ医学が含まれる。 外科系専門分科には、脳神経外科学、眼科学、整形外科学、（耳鼻咽喉科学）および顔面形成外科学、形成外科学、胸部外科学、移植学、外傷学、泌尿器科学、血管外科学がある。
このサイトは無料で使用することができ、登録のみが必要である。記事の作成には、主に米国からと国際的な寄稿者も含め、11,000人以上の医師が参加した。当時の斬新なeMedicineのコンテンツは、電子書籍としてもアクセスでき、パームトップデバイスにダウンロードすることができた。
2018年、eMedicineの創始者は、医学教育をさらに向上させるための新しい国際的なコラボレーションであるStatPearlsを開始した。現在までに、5,000人以上の医療従事者が、医学、外科学、歯科学、薬学、看護学、アライドヘルス、基礎科学の各専門分野に分類された、17,000の要約記事と4つの指導ポイント、写真、またはビデオ付きの150,000の択一問題からなる、査読付きPubMed（米国国立医学図書館）インデックス付きデータベースを完成させている。StatPearlsの目的は、無料で包括的なオンライン医学教育データベースを作成し、医療従事者に手頃な価格の医学生涯教育（Continuing medical education: CME）クレジットを提供することである。

## eMedicineファースト
1996年の設立から2006年にWebMDに買収されるまでのeMedicineの革命的な成果をすべて列挙すると非常に長くなる。これらの成果のハイライトは、次のとおりである。最初の重要なヘルスケアWebベースの出版および教育システム、最も初期のWebベースの学習管理システム（GPS 1）、最初のWebベースのマルチレベルの査読付きヘルスケア専門家とその後のヘルスケア消費者向けコンテンツシステム、最初のモバイル（Palmシステム）ヘルスケア教育アプリケーションの開発、最も初期のWebベースのヘルスケア生涯教育システムの1つ、11,000人以上の委員会認定のヘルスケア専門家を採用し、すべてオンラインでコンテンツを作成および編集したことである。

## 専門家による利用
2012年、Volskyらは、一般の人々が最も頻繁に利用するインターネット情報源を評価し、(1) 最も頻繁に参照される3つのインターネット情報源を特定し、(2) 3つの情報源それぞれのコンテンツの正確性を比較し、(3) 各サイトの使いやすさを確認し、(4) 利用可能な情報の質を開業医や患者に知らせることを目的とした。その結果、彼らは Wikipedia、eMedicine、NLM/NIH MedlinePlusが最も参照されたソースであることを見いだした。コンテンツの正確性については、eMedicineがMedlinePlus (49％)、Wikipedia (46％) よりも高いスコア (84%; p<0.05) を示した。記事あたりの誤差脱漏の発生率が最も高かったのはWikipedia (0.98±0.19) で、eMedicine (0.42±0.19; p<0.05) の2倍であった。MedlinePlusとeMedicineおよびWikipediaの間では、誤りはほぼ同じであった。Flesch-Kinkaid Reading LevelとFlesch Reading Easeを組み込んだユーザーインタフェースの評価では、MedlinePlusが最も使いやすかった (4.3±0.29)。これは、eMedicine (2.4±0.26) の約2倍で、Wikipedia (3.7±0.3) よりもわずかに大きかった。すべての差は有意であった (p<0.05)。MedlinePlusで記事が掲載されていないトピックは7つあった。彼らは、『インターネットで入手できる情報の質に関する知識は、小児耳鼻咽喉科医が親へカウンセリングする能力を向上させる』と結論づけた。小児耳鼻咽喉科医の診断に関するウェブ検索結果の上位は、Wikipedia、MedlinePlus、eMedicineである。オンライン情報の質はさまざまで、現行の教科書と46-84%が一致している。eMedicineは、最も正確で包括的なコンテンツを持ち、誤りが少ない一方で、読んだりナビゲートするのがより困難である。Wikipedia とMedlinePlusはどちらもコンテンツの正確性が低く、誤りも多いが、MedlinePlusは9年生レベル（日本の中学3年生に相当）で最も読みやすくなっている。
2012年、LarawayとRogersは、頭頸部がん患者を対象とした「The University of Washington Quality of Life Scale」（ワシントン大学の頭頸部がん患者の生活の質の尺度）を引用した雑誌論文の構造的レビューを報告した。
『「The University of Washington Quality of Life Scale」（UW-QoL）は、頭頸部がんに関して最も頻繁に報告されている健康関連の生活の質（HR-QoL）に関する質問票の1つであり、1993年に最初の発表以来、さまざまなコホートで使用されている。膨大な量の情報を理解する必要があり、現在までのところ、査読付ジャーナルに掲載されたこの情報の使用に関する論文を要約する試みがなされたことはない。このレビューの目的は、その使用について報告している発表論文を系統的に検索し、共通のテーマを特定して、表形式の要約を提示することである。いくつかの検索エンジン（PubMed、Medline、Medical-Journals.com、eMedicine）を使用して222件の抄録を見つけ、手作業で検索した。合計66件の論文が対象となり、21件は機能的帰結、25件はHR-QoLの予測因子、19件は質問票の作成または検証、1件は臨床試験であった。このレビューには、頭頸部がん後の多様な研究と、HR-QoLのさまざまな予後も含まれている。これは、多領域チームの臨床医とその同僚に、UW-QoLを報告した関連論文へのクイックリファレンスを提供し、各論文から導き出された関連する結論を短く要約している。』
eMedicineにとって重要なことは、LarawayとRogersがPubMed、Medline Medical Journals.com、およびeMedicineを主要な情報源としたことである。Medlineは、NIHが後援するすべての研究の概要であるため、これは重要である。eMedicineは、Medlineに掲載されている最新の研究成果を、各細分化専門の視点から臨床診療ガイドラインに変換した論文で構成されている。
Cao, Liu, Simpsonらは、オンラインシステムAskHERMESの開発において、MedlineとeMedicineを主要な情報源として使用したことを明らかにした。医師らは、3つの異なる情報源（AskHermes、Google、UpToDate）を使用して、複雑な臨床問題を解決するように求められた。3つのシステムすべてを利用した医師を対象とした調査では、使いやすさ、回答の質、費やした時間、および総合的なパフォーマンスで3つのシステムを評価するよう求められた。
2009年の調査では、「眼科医の回答者の89.1%がeMedicine(60.2%)を含むオンラインの査読付き資料にアクセスした」ことが分かった。
2007年の調査では、放射線科の研修医の12%が、インターネットで調査をする際、最初の情報源としてeMedicineを利用していた。
114のサイトをランク付けした2005年の調査では、小児神経腫瘍学に関するインターネット上の情報源として、米国国立がん研究所のサイトに次いで2番目に高い評価を受けた。
2002年の調査では、このサイトの皮膚科の範囲は「優れており、包括的である」と説明されている。
2000年、コロラド大学医学部（コロラド州デンバー）のAD Meyersによる「Journal of Ear Nose and Throat」の記事は、耳鼻咽喉科の教科書をemedicine.comでオンライン公開したことを発表した。